# Aniela Salawa
Aniela Salawa (Siepraw, 9 settembre 1881 – Cracovia, 12 marzo 1922) è stata una religiosa polacca, proclamata beata da papa Giovanni Paolo II nel 1991.

## Biografia
Nata da un'umile e numerosa famiglia, all'età di quindici anni fu messa a servizio presso una casa di Cracovia.
Maturò la decisione di non sposarsi e, dopo la morte della sorella, nel 1899 prese a dedicarsi all'apostolato presso le sue colleghe: vestì l'abito del terz'ordine francescano nel 1912 ed emise voto di castità.
Dopo aver perduto il lavoro si ridusse in povertà ed ebbe esperienze mistiche.
Ammalatasi, fu trasportata nell'ospedale di Santa Zita a Cracovia, dove si spense nel 1922.

## Il culto
Dal 1949 le sue spoglie riposano presso la basilica di San Francesco a Cracovia.
Fu beatificata da papa Giovanni Paolo II il 13 agosto 1991.
Il suo elogio si legge nel Martirologio romano al 12 marzo.